# Калайдинцы (Лубенский район)
Калайдинцы (укр. Калайдинці) — село,
Калайдинцевский сельский совет,
Лубенский район,
Полтавская область,
Украина.
Код КОАТУУ — 5322883201. Население по переписи 2001 года составляло 1016 человек.
Является административным центром Калайдинцевского сельского совета, в который, кроме того, входят сёла
Клепачи,
Лушники,
Халепцы и
Хитцы.

## Географическое положение
Село Калайдинцы находится в 3-х км от правого берега реки Удай,
на расстоянии в 1 км от села Халепцы, в 1,5 км — село Клепачи.
По селу протекает пересыхающий ручей с запрудой.
Рядом проходит автомобильная дорога Т-1714.

## Экономика
- АФ «Хутро».
- ООО «Колос».

## Объекты социальной сферы
- Детский сад.
- Школа.
- Дом культуры.
- Музей.

## Достопримечательности
- Памятник на могиле генерал-майора Рубцова Фёдора Дмитриевича.